# Которово (Рязанская область)
Которово — село в Касимовском районе Рязанской области, центр Которовского сельского поселения, население 355 человек на 2010 год.
В Которово имеется почтовое отделение, фельдшерско-акушерский пункт, действует Успенская церковь 1795 года постройки, школа — в соседнем селе Крюково (2 км).
Расположено село в 9 км восточнее райцентра Касимов. ближайшие населённые пункты — Крюково в 2 км на северо-восток, там же примыкающее к Крюково Ларино, в 2 км на юго-восток Лазарево, на юго-западе, в 1,5 км, Мунтово и в 1 км — Шегашаново.
По непроверенной информации, в «Писцовых книгах» Которово впервые упоминается в 1613 году, деревянная церковь была построена не позже 2-й пололовины XVII века, современная каменная — в 1795 году. По переписи 1897 года в Которово числилось 1 339 жителей, исключительно православных. На 1917 год село входило в Елатомский уезд Тамбовской губернии.

## Население
| 2010 |
| ---- |
| 355  |